# De Bazelaire
De Bazelaire est un constructeur automobile français, fondé en 1907 par Fernand de Bazelaire, ingénieur civil. Il fut dissous en 1928.

## Histoire
Né à Briey (Meurthe-et-Moselle) le 19 octobre 1879, d’une ancienne famille lorraine, Fernand de Bazelaire était le fils de Maximilien Adrien de Bazelaire de Saulcy (1852-1901), ancien élève de l’École polytechnique , officier du génie, et d’Adrienne de Crevoisier d’Hurbache. Marié à Henriette Grout de Beaufort , il eut sept enfants . 
Fernand de Bazelaire travaille quelques années chez Grégoire avant de créer, en 1907, la marque d’automobiles qui portera son nom . La société des Automobiles F. de Bazelaire était installée rue Gager-Gabillot, à Paris (15e) et produisit, entre 1907 et 1928, environ 30 différents modèles d’automobile. Le magasin d’exposition de la marque était sis au 86 avenue des Ternes, à Paris (17e).
La marque De Bazelaire cessa son activité en 1928, date à laquelle son fondateur rejoignit le constructeur Delahaye.
Membre de la Société des ingénieurs civils de France , Fernand de Bazelaire meurt le 16 avril 1943.

## Modèles d'automobile
Le premier modèle d'automobile De Bazelaire, produit en 1907, était une voiturette de course bicylindre de 1 100 cm3.
En 1908, la production se développa avec la construction d’une voiturette de tourisme bicylindre de 1 100 cm3 , un modèle bicylindre de 1 700 cm3 et une voiture quatre cylindres de 2 000 cm3. En 1910 apparaît une automobile six cylindres de 2 500 cm3, équipée, à partir de 1913, d’un moteur Fischer.
À partir de 1914, plusieurs modèles quatre cylindres furent produits qui étaient équipés de moteurs Ballot et, pour les plus puissants, de moteurs Janvier. Après la première guerre mondiale, les modèles quatre cylindres étaient équipés de moteurs SCAP de 1 200 cm3 et 2 100 cm3.
Fernand de Bazelaire, «éminent ingénieur-constructeur», présente au 14e Salon de l'Automobile de Paris, qui se tient au Grand Palais, en octobre 1913, un changement de vitesse avec engrenages intérieurs, plus simple et plus silencieux que les changements de vitesse traditionnels et  qui est remarqué comme «une des nouveautés sensationnelles exposées au Salon».
En octobre 1922, le constructeur De Bazelaire est présent au 17e Salon où il expose sa «luxueuse et moderne 10 HP 1923, torpedo cinq places, carrosserie pontée». On peut voir également, dans son stand, «des 14 HP et 15 HP qui séduisent tous les connaisseurs». L'année suivante, lors du 18e Salon, en octobre 1923, la marque expose trois modèles de voitures: une 6 HP, une 10 HP et une 11 HP. Selon un compte-rendu paru dans Le Monde illustré, «la 10 HP est certes une des voitures les plus intéressantes du Salon, convenant aussi bien au tourisme et au sport qu'à la ville. Le moteur 72 × 110, 4 cylindres à rendement élevé, est pourvu des derniers perfectionnements».
Fernand de Bazelaire participa à plusieurs courses automobiles au volant de ses voitures, notamment à La Coupe des Voiturettes de Boulogne-sur-Mer, en 1910, au Grand Prix de France (Le Mans, septembre 1912)  et au Tour de France Automobile, une épreuve d'endurance organisée par le quotidien sportif L'Auto du 1er au 20 mars 1912  À l'occasion de cette épreuve longue de 5 000 kilomètres, Bazelaire démontra la robustesse de son modèle 12 HP, «moteur de 76 X 120, à graissage sous pression, distribution par chaine, muni du fameux pont à transmission par cordons transversaux».